# هار

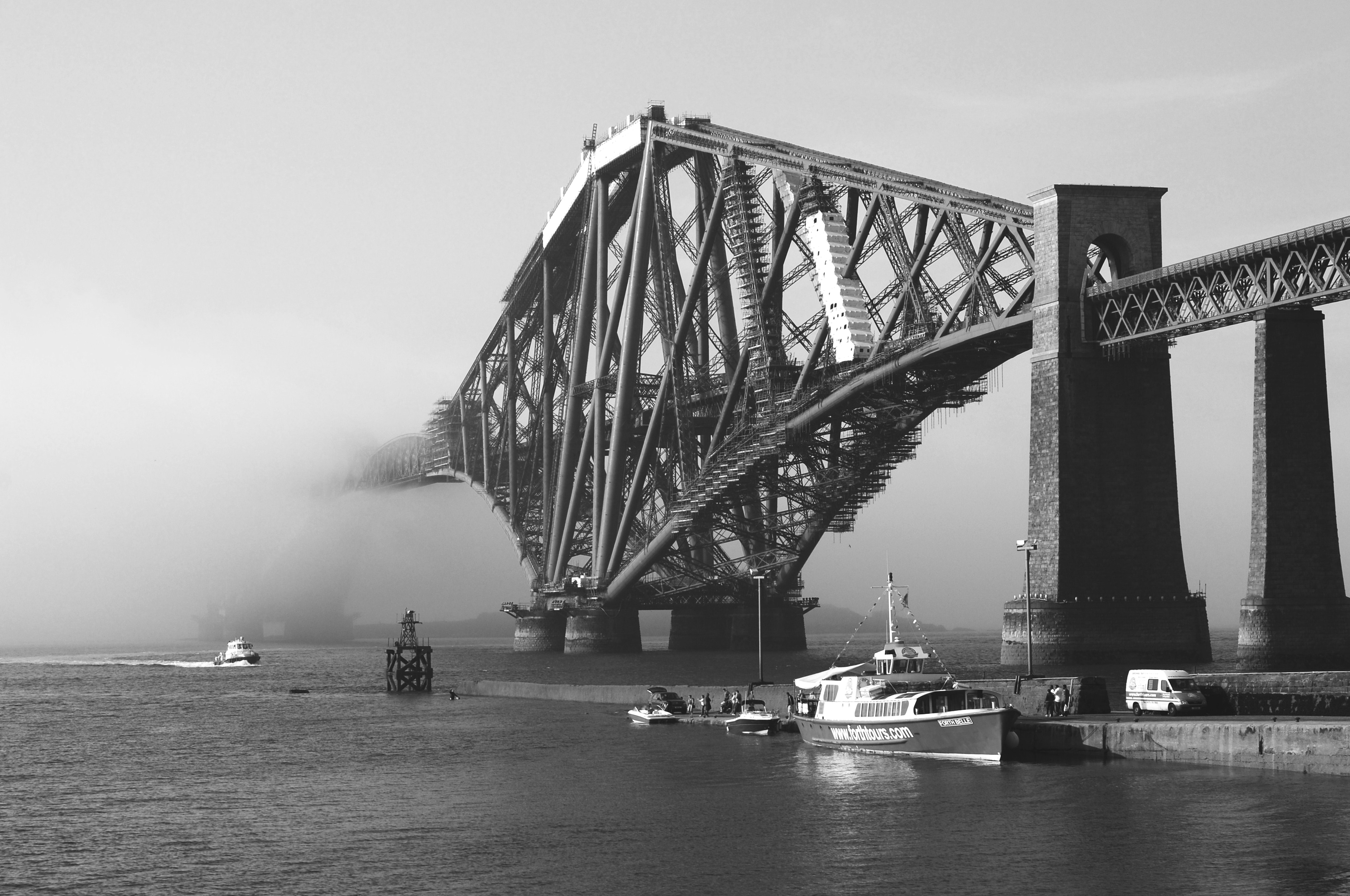
هار يجتاح (Estuary) خافياً جزءاً من جسر (the Forth Bridge).

الهار (بالإنجليزية: Haar)‏ هو جو رطب بارد يسود في الربيع وأوائل الصيف, خاصة في شرقي اسكتلندا (شمال شرقي بريطانيا).